# Anergates
Anergates es un género de hormigas de la tribu Crematogastrini, incluida en la subfamilia Myrmicinae. El género incluye una única especie, Anergates atratulus (descrita por Schenk en 1852), que carece de obreras (la palabra "Anergates" significa literalmente "sin obreras"), por lo que actúa como parásito de otra especie de hormigas, Tetramorium caespitum, vulgarmente llamada hormiga de pavimento.
Algunos taxónomos la llaman Tetramorium atratulum.
Se encuentra en ciertas zonas de Eurosiberia y en el este de América del norte, coincidiendo con la distribución de la especie que le sirve de huésped. Está presente en el sudeste de Gran Bretaña, donde fue descubierta por St. J. K. Donisthorpe y W. C. Crawley el 23 de julio de 1912 en New Forest
Puesto que, a diferencia de lo que ocurre con muchos otros parásitos obligados sociales, no se sabe que Anergates conviva con la reina fértil de la colonia huésped, cada colonia de Anergates-Tetramorium está destinada a sobrevivir sólo el término de vida de las obreras Tetramorium más jóvenes. Por ello, la reina parasitaria tiene una capacidad muy limitada de producir alados que aseguren la siguiente generación, y este lapso de tiempo se reduce a menudo a 2-3 años, o incluso menos. Como resultado, incluso en su bien establecido rango de distribución, Anergates es muy raro, y sólo una muy pequeña parte de las colonias de Tetramorium actúan como huéspedes de este parásito.